# Stephen Duval
Stephen Duval (14 ottobre 1969) è un ex giocatore di calcio a 5 australiano.
Utilizzato nel ruolo di giocatore di movimento, come massimo riconoscimento in carriera ha la partecipazione con la Nazionale di calcio a 5 dell'Australia al FIFA Futsal World Championship 1992 ad Hong Kong dove i socceroos sono stati eliminati al primo turno, nel girone comprendente Brasile, Belgio e Costa Rica.